# Ronabea isanae
Ronabea isanae là một loài thực vật có hoa trong họ Thiến thảo. Loài này được (J.H.Kirkbr.) C.M.Taylor mô tả khoa học đầu tiên năm 2004.